# Atropos

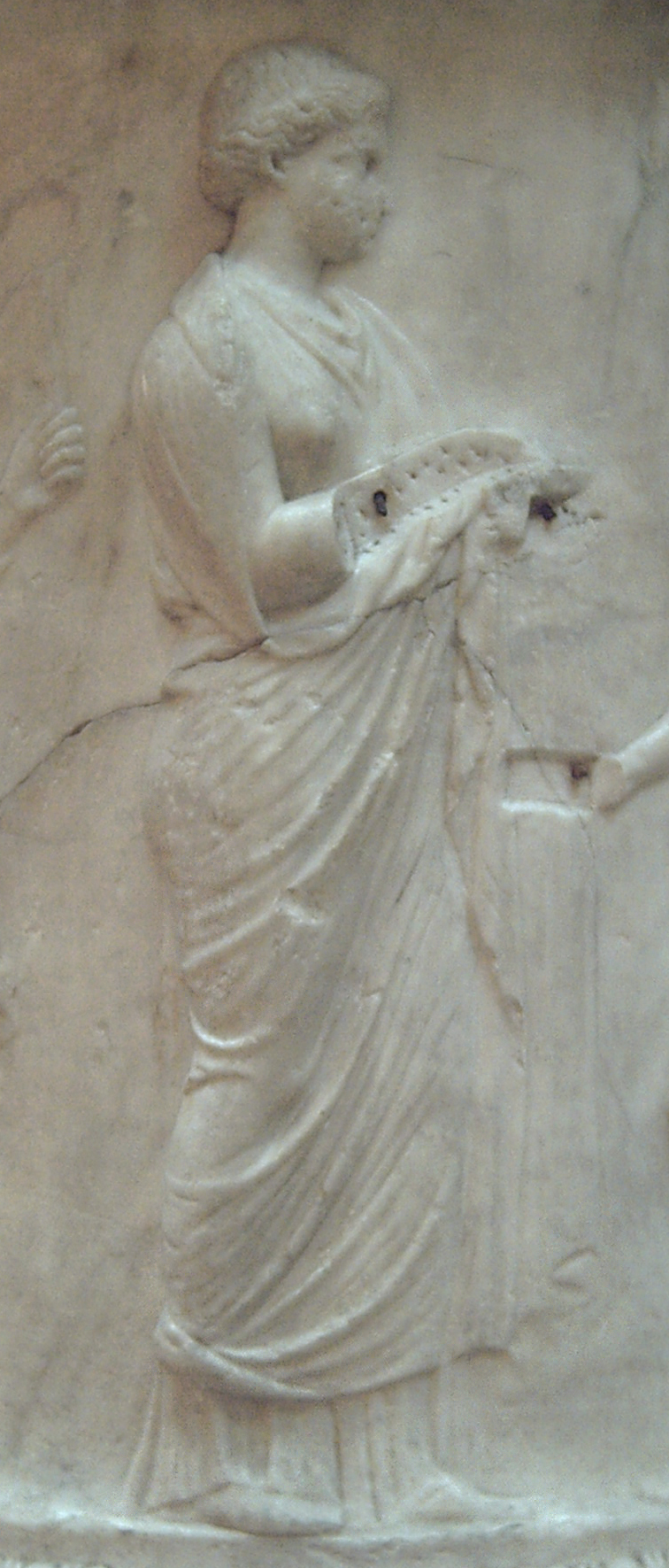
Atropos auf einem Puteal des 2. Jahrhunderts

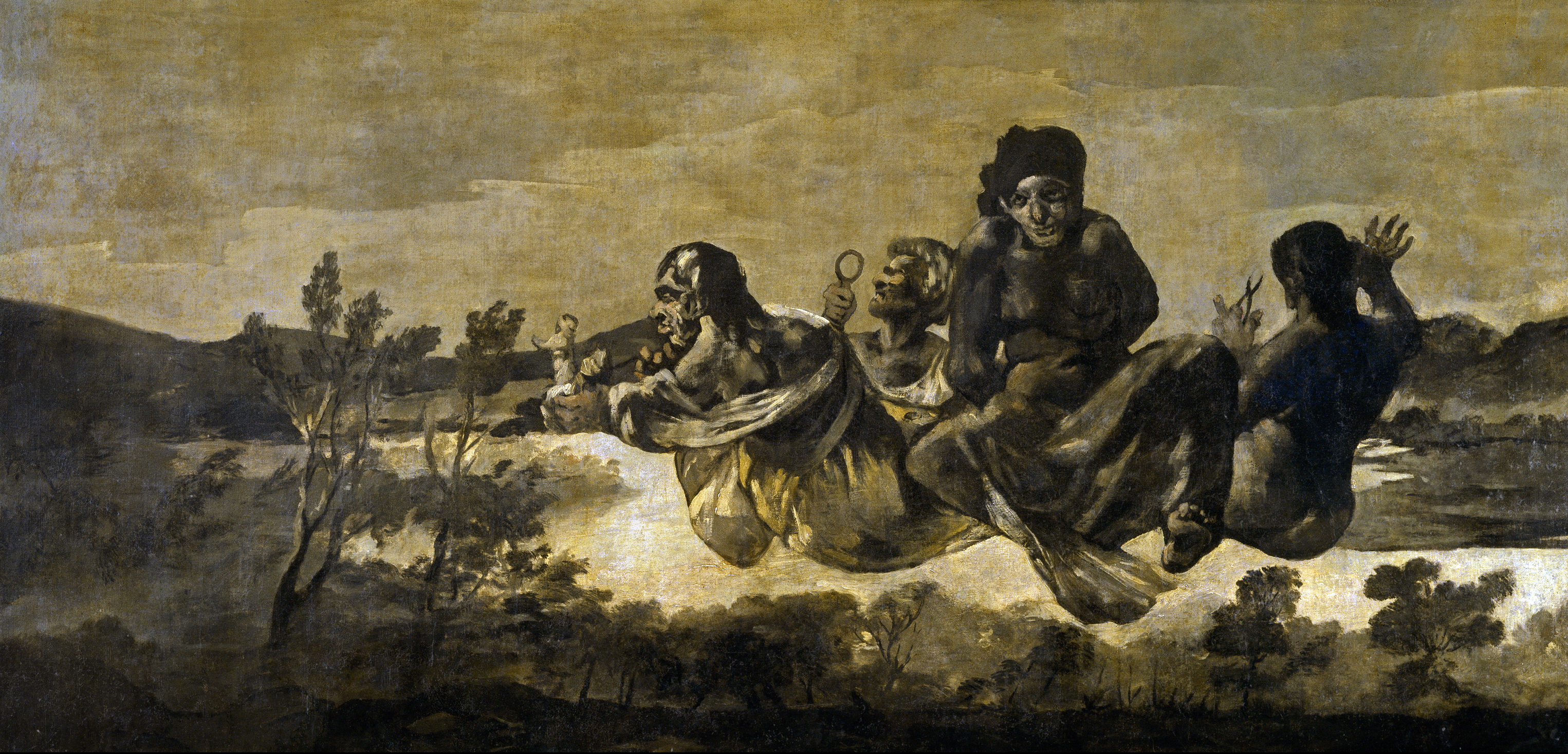
Atropos oder die Parzen (Francisco de Goya, um 1820, Museo del Prado, Madrid)

Atropos (griechisch Ἄτροπος Átropos, deutsch ‚die Unabwendbare‘) ist in der griechischen Mythologie die älteste der drei Moiren.
Als Zerstörerin war es ihre Aufgabe, den Lebensfaden zu zerschneiden, der von ihren Schwestern Klotho gesponnen und von Lachesis bemessen worden war. Sie wählte die Art und Weise des Todes eines Menschen.

## Mythologie
Nach Hesiod war Atropos eine Tochter von Zeus und Themis. An anderer Stelle in seiner Theogonie werden die Schicksalsgöttinnen (Moiren) allerdings Kinder der Nyx („Nacht“) genannt. Hesiod zufolge war Atropos zwar von kleiner Gestalt, im Rang stand sie aber hoch über ihren beiden Schwestern.
Bei Platon sind die Moiren Töchter der Ananke, des Schicksals. Sie tragen weiße Gewänder und singen in Harmonie mit den Sirenen. Dabei singt Atropos von jenen Dingen, die sein werden (von der Zukunft).
Bei der Geburt des Helden Meleagros spielt Atropos die Rolle der bösen Fee im Märchen: Die drei Moiren erscheinen an der Wiege des Knaben und singen sein Schicksal, Klotho singt seinen Edelmut, Lachesis seine Tapferkeit, Atropos aber wirft einen Blick auf ein Holzscheit, das auf dem Herd liegt, und sagt voraus, dass der Knabe nur so lange leben werde, bis dieses Scheit verbrannt sei. Seine Mutter Althaia reißt darauf das Scheit aus dem Feuer und begräbt es tief in der Erde. Als Meleagros sich später eines Frevels schuldig macht, verbrennt seine Mutter das Scheit und er stirbt.
Ihre Entsprechung in der römischen Mythologie war Morta.

## Namensgebend
Der Totenkopfschwärmer wurde wegen seiner Zeichnung an Rücken als todbringend gesehen, weshalb der wissenschaftliche Name Acherontia atropos ist.
Atropa belladonna, die Tollkirsche, hat aufgrund der tödlichen Wirkung des in ihr enthaltenen Nervengifts Atropin ebenfalls ihren Namen von der griechischen Göttin.